# Svetlana Ulmasova
Svetlana Ulmasova (née le 4 février 1953 en Bachkirie et morte le 6 avril 2009) est une athlète ayant représenté l'Union soviétique, spécialiste du 3000 mètres et du cross-country.

## Palmarès

### Championnats du monde de cross-country
- Championnats du monde de cross-country 1979 à Limerick,  Irlande
  -  Médaille d'argent du cross long par équipes
- Championnats du monde de cross-country 1980 à Paris,  France
  -  Médaille d'or du cross long par équipes
- Championnats du monde de cross-country 1981 à Madrid,  Espagne
  -  Médaille d'or du cross long par équipes
- Championnats du monde de cross-country 1983 à Gateshead,  Royaume-Uni
  -  Médaille d'argent du cross long par équipes

### Championnats d'Europe d'athlétisme
- Championnats d'Europe d'athlétisme 1978 à Prague,  Tchécoslovaquie
  -  Médaille d'or du 3000 m
- Championnats d'Europe d'athlétisme 1982 à Athènes,  Grèce
  -  Médaille d'or du 3000 m

## Records
Sa meilleure performance sur 3000 mètres en plein air, réalisée à Kiev, le 25 juillet 1982, en 8 min 26 s 78, a été le record du monde de la discipline jusqu'au 26 août 1984, lorsque Tatyana Kazankina a réalisé 8 min 22 s 62.